# 拉古納布蘭卡 (智利)

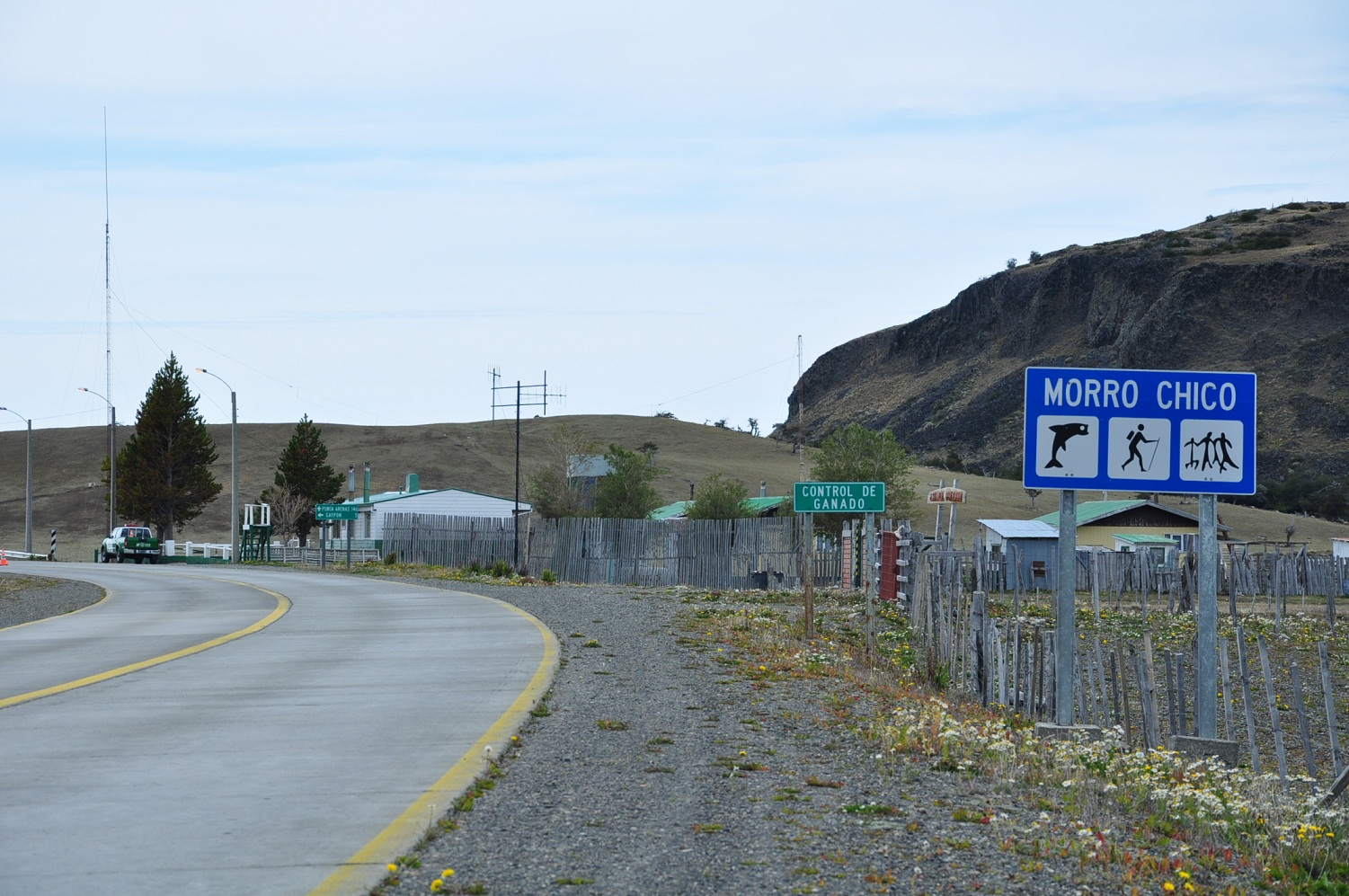

拉古納布蘭卡（西班牙語：Laguna Blanca），是智利的城鎮，位於該國南部麥哲倫-智利南極大區的麥哲倫省，面積3,695.6平方公里，海拔高度572米，2012年人口208人，人口密度每平方公里0.056人。
52°15′S 71°55′W / 52.250°S 71.917°W